# Судзукі Рюдзо
Рюдзо Судзукі (яп. 鈴木良三, нар. 20 вересня 1939, Префектура Сайтама) — японський футболіст, що грав на позиції захисника.
Виступав, зокрема, за клуб «Хітачі», а також національну збірну Японії.

## Виступи за збірну
У 1961 році дебютував в офіційних матчах у складі національної збірної Японії. Протягом кар'єри у національній команді, яка тривала 8 років, провів у формі головної команди країни 24 матчі.

## Статистика
Статистика виступів у національній збірній
| Збірна Японії | Збірна Японії | Збірна Японії |
| Роки          | Ігри          | голи          |
| ------------- | ------------- | ------------- |
| 1961          | 1             | 0             |
| 1962          | 7             | 0             |
| 1963          | 5             | 0             |
| 1964          | 2             | 0             |
| 1965          | 1             | 0             |
| 1966          | 6             | 0             |
| 1967          | 0             | 0             |
| 1968          | 2             | 0             |
| Усього        | 24            | 0             |

## Титули і досягнення
- Бронзовий призер Азійських ігор: 1966
- Бронзовий олімпійський призер: 1968